# Prueba rápida modificada de Duquenois-Levine
La prueba rápida modificada de Duquenois-Levine es una prueba química probada que indica la presencia de marihuana. El reactivo de Duquenois-Levine, utilizado en esta prueba, puede ser preparado agregando 10 g de vainillina y 5 mL de acetaldehído a 500 mL de etanol.
Esta prueba es efectuada colocando aproximadamente 10 a 20 mg de una sustancia objetivo en un tubo de ensayo de vidrio, luego se agrega 10 gotas del reactivo de Duquenois. Después de agitar, se agrega 10 gotas de ácido clorhídrico concentrado, y el tubo es agitado nuevamente. Se registra cualquier color que resulta después del paso de agregar ácido clorhídrico. A continuación se agregan 20 gotas de cloroformo (o un solvente similar), y el contenido del tubo es mezclado en un mezclador de vórtice, luego se le permite reposar y separar en dos fases. Se registra cualquier color que se transfiera a la fase orgánica.
La marihuana se vuelve púrpura con la adición del reactivo de Duquenois-Levine y ácido clorhídrico. Al agregarse el solvente orgánico, el color púrpura se transfiere a la fase orgánica, indicando una prueba positiva para cannabinoides.

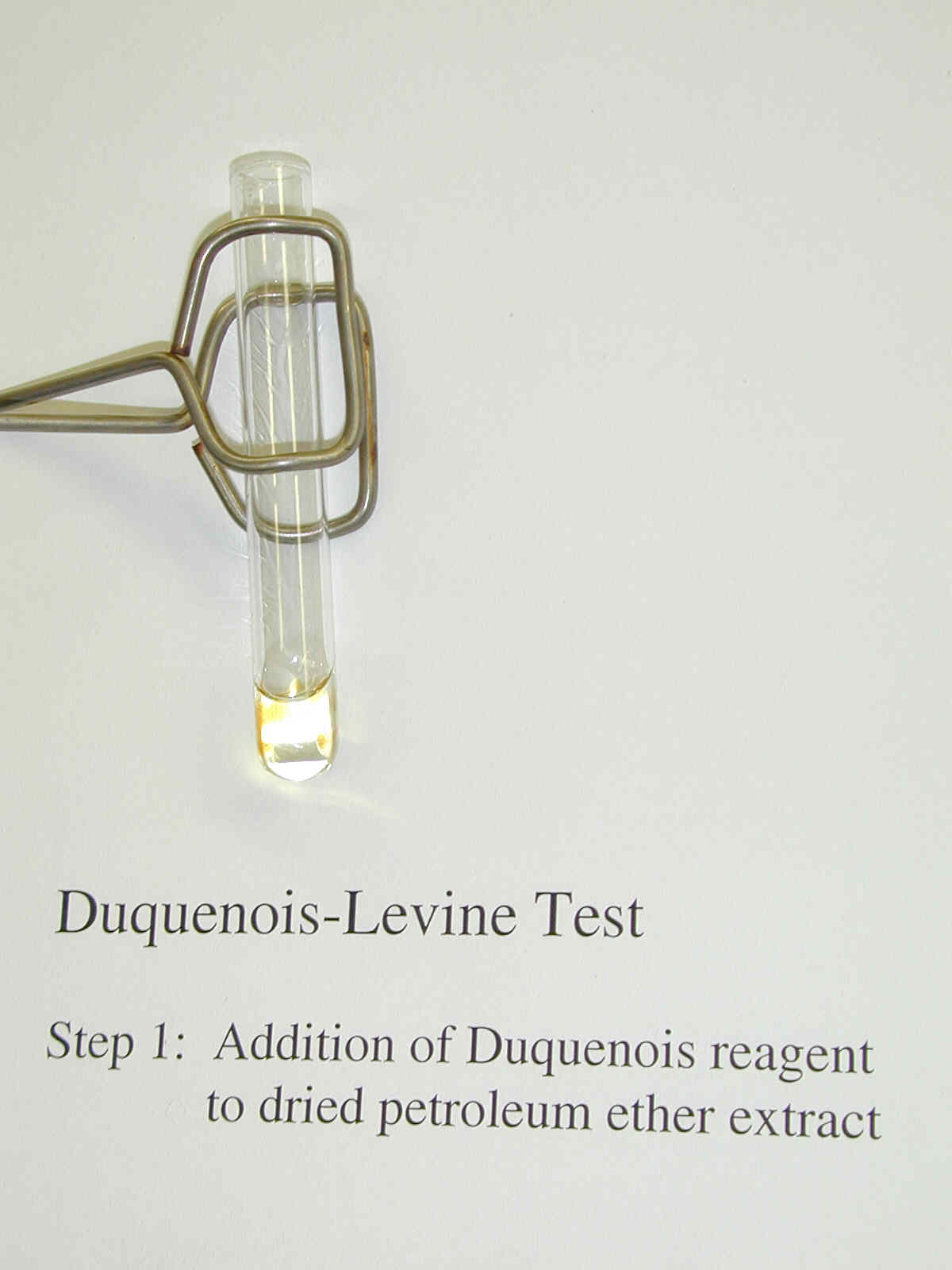
Paso 1 - adición del reactivo de Duquenois a un extracto de éter petróleo seco
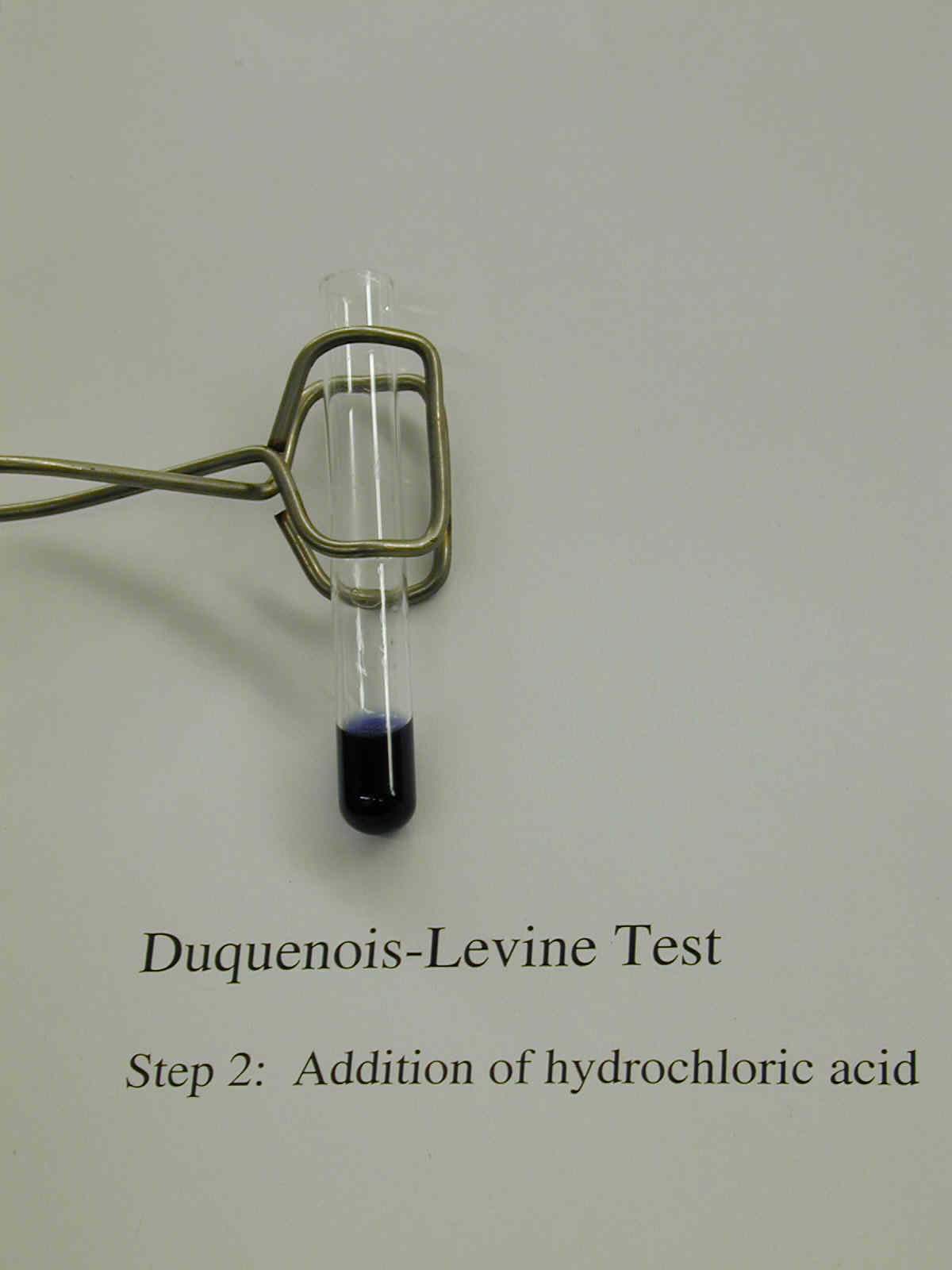
Paso 2 - adición de ácido clorhídrico
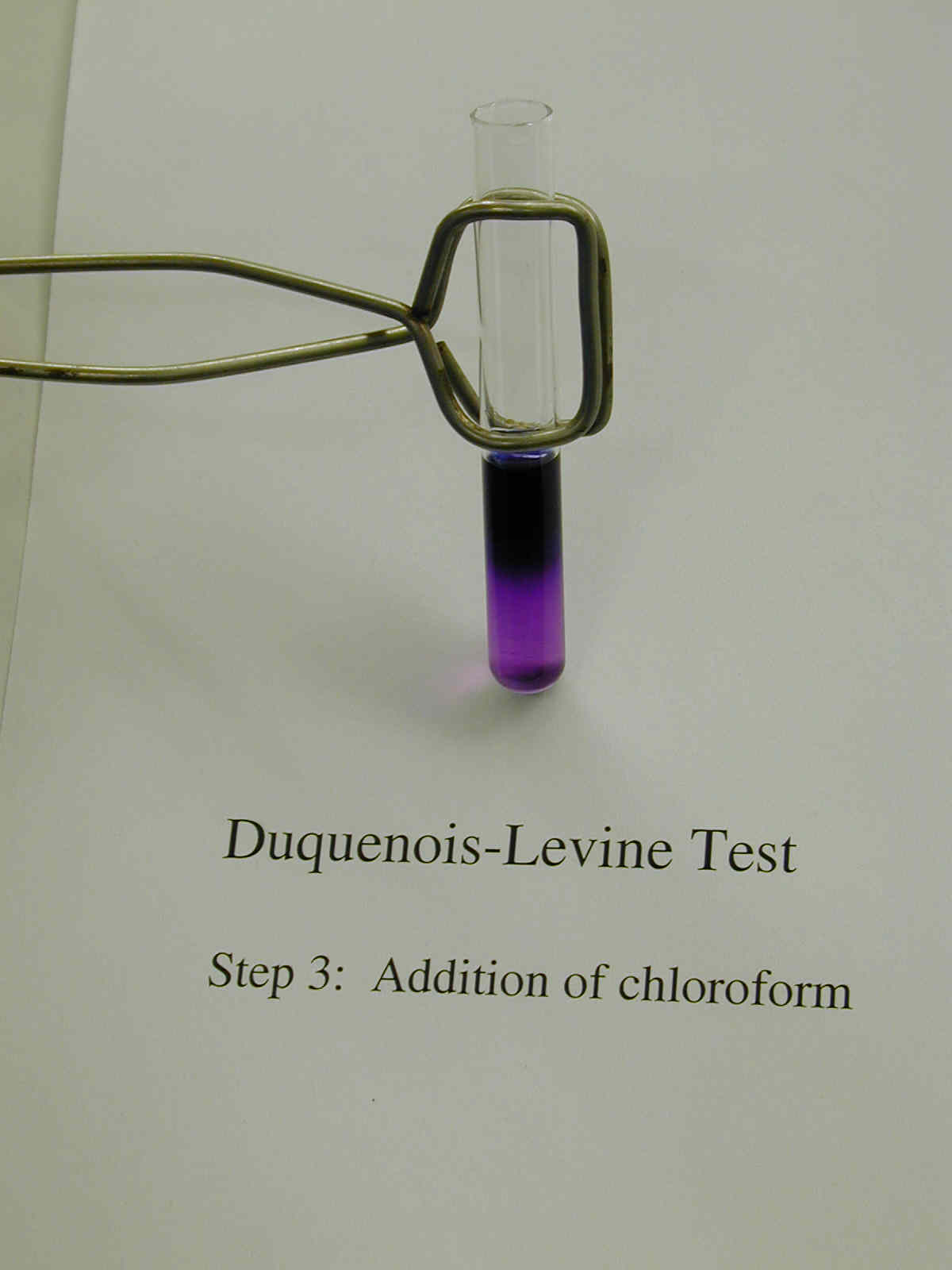
Paso 3 - adición de cloroformo